# Фомин, Валериан Петрович
Валериа́н Петро́вич Фоми́н (8 августа 1889, дер. Усть-Чагодоща, Новгородская губерния — 1964) — советский государственный и партийный деятель, Председатель Президиума Петрозаводского городского Совета рабочих, крестьянских и красноармейских депутатов (1930—1933).

## Биография
Родился в семье чиновника, русский.
В 1908—1914 годах работал фельдшером в Петрозаводской губернской больнице. В 1914—1917 годах — участник Первой мировой войны, в 1917—1918 годах находился в германском плену.
В 1919—1923 годах — заведующий губернской больницей, заведующий отделом здравоохранения в исполкоме Карельской трудовой коммуны в Петрозаводске.
В 1923—1929 годах — заместитель народного комиссара, народный комиссар финансов Автономной Карельской ССР (АКССР). Избирался членом Президиума ЦИК АКССР.
В 1929—1930 годах — председатель Госплана АКССР.
В 1930—1933 годах — Председатель Президиума Петрозаводского городского Совета рабочих, крестьянских и красноармейских депутатов.
Избирался делегатом XV Всероссийского и VII Всесоюзного съездов Советов, членом ЦИК Автономной Карельской ССР IV—X созывов.
В 1933—1934 годах — народный комиссар труда АКССР.
В 1935—1938 годах работал управляющим Карельской конторой Госбанка СССР, заместителем Председателя СНК АКССР.
в 1938—1940 годах — заведующий сектором Карельского областного комитета КПСС, заведующий отделом Карелпотребсоюза.
В годы Великой Отечественной войны (1941—1945) в действующей армии.
С 1945 года — начальник Управления по делам охотничьего хозяйства при Совете Министров Карело-Финской ССР.